# Mathis Azzaro
Pour les articles homonymes, voir Azzaro.
Mathis Azzaro, né le 11 mai 2000, est un coureur cycliste français spécialiste de VTT cross-country. Il se distingue comme un coureur remarquable dès ses premières années chez les cadets en remportant le titre de champion de France 2016 à Montgenèvre. Lors de son entrée chez les Juniors, il se distingue à nouveau aux championnats du monde à Cairns, en Australie, puis l'année suivante à Lenzerheide, en Suisse. Il rejoint dès lors l'équipe professionnelle Absolute Absalon.

## Biographie

### Carrière sportive
En 2017, il est médaillé de bronze du relais mixte aux Championnats du monde de VTT à Cairns (avec Jordan Sarrou, Pauline Ferrand-Prévot, Léna Gérault et Neïlo Perrin-Ganier).

En 2020, il est champion de France de cross-country espoirs et champion du monde du relais (avec Jordan Sarrou, Luca Martin, Loana Lecomte, Léna Gérault et Olivia Onesti).
En 2025, Il intègre la nouvelle équipe Origine Racing Division au coté de Martina Berta, Ronja Eibl ainsi que Knut Rohme.

### Vie privée
En 2020, il est en couple avec la coureuse cycliste française, également spécialiste de VTT, Isaure Medde.

## Palmarès en VTT

### Championnats du monde
- Cairns 2017
  -  Médaillé de bronze du relais mixte
- Lenzerheide 2018
  -  Médaillé de bronze du cross-country juniors
- Leogang 2020
  -  Champion du monde du relais mixte (avec Jordan Sarrou, Luca Martin, Loana Lecomte, Léna Gérault, Olivia Onesti)[3]
- Val di Sole 2021
  -  Champion du monde du relais mixte (avec Jordan Sarrou, Adrien Boichis, Léna Gérault, Tatiana Tournut et Line Burquier)
- Les Gets 2022
  -  Médaillé d'argent du cross-country espoirs
- Pal Arinsal 2024
  -  Médaillé d'argent du relais mixte
  - 5e du cross-country

### Coupe du monde
- Coupe du monde de cross-country espoirs
  - 2019 : 44e du classement général
  - 2021 : 9e du classement général
  - 2022 : 12e du classement général

- Coupe du monde de cross-country
  - 2023 : 56e du classement général
  - 2024 : 19e du classement général

- Coupe du monde de cross-country short track
  - 2024 : 37e du classement général

### Championnats d'Europe
- Monte Tamaro 2020
  -  Médaillé d'argent du relais mixte

### Championnats de France
- 2016
  -  Champion de France de cross-country cadets
- 2017
  - 3e du cross-country juniors
- 2020
  -  Champion de France de cross-country espoirs
- 2021
  - 2e du cross-country espoirs
- 2023
  - 3e du cross-country short track
- 2024
  -  Champion de France de cross-country short track
- 2025
  - 2e du cross-country
  - 2e du cross-country short track